# الإعاقة في ليبيريا
يواجه الأشخاص ذوو الإعاقة في ليبيريا العديد من التحديات. إن الموقف الثقافي تجاه الإعاقة في ليبيريا سلبي إلى حد كبير. في كثير من الأحيان، يُنظر إليه على أنه نتيجة للسحر أو عقابًا لسلوك الشخص. ومع ذلك، تعمل الحكومة والمنظمات غير الحكومية على تحقيق دولة أكثر شمولاً للأشخاص ذوي الإعاقة.

## التركيبة السكانية
تشير الإحصائيات لعام 2008 إلى أن حوالي 14 بالمائة من سكان ليبيريا يعانون من الإعاقة.

## سياسة
أعلنت حكومة ليبيريا التزامها ببناء مجتمع شامل يضمن حقوق وكرامة الأشخاص ذوي الإعاقة.
وفي عام 2005، أسست ليبيريا اللجنة الوطنية للأشخاص ذوي الإعاقة اللجنة الوطنية للأشخاص ذوي الإعاقة، كخطوة نحو تعزيز السياسات الداعمة لهم.
وفي عام 2012، وقّعت ليبيريا على اتفاقية حقوق الأشخاص ذوي الإعاقة وصادقت عليها، مؤكدة بذلك التزامها بالمعايير الدولية في هذا المجال.
تتمتع ليبيريا بحماية مختلفة للأشخاص ذوي الإعاقة في القوى العاملة. وتعمل الحكومة أيضًا على تعزيز الحوافز الضريبية لتوظيف الأشخاص ذوي الإعاقة ولديها هدف يتمثل في توظيف 4% من الأشخاص ذوي الإعاقة.
لقد حظي الأشخاص ذوو الإعاقة باهتمام أقل من المجموعات الأخرى من الأشخاص المعرضين للخطر في البلاد.

### تعليم
لدى وزارة التعليم في ليبيريا إدارة العلوم والتعليم التقني والمهني والتعليم الخاص، والتي تشرف على تعليم الطلاب ذوي الإعاقة. في الميزانية الوطنية للجمهورية الليبيرية للعام المالي 2023، حصلت هذه الإدارة على 0.28% من ميزانية وزارة التعليم. كما أن ميزانية السنة المالية 2023 لم تتضمن تخصيصًا محددًا للتعليم الخاص من شأنه أن يخدم الطلاب ذوي الإعاقة في ليبيريا. في الميزانية الوطنية للسنة المالية 2023، وفر دعم واحد صراحةً لمدرسة للطلاب ذوي الإعاقة، وهي مدرسة ليبيريا للمكفوفين. وفي المقابل، يعتمد الجزء الأكبر من تمويل المدارس المخصصة للطلاب ذوي الإعاقة على المنظمات غير الحكومية والمنظمات الدينية.

### المنظمات غير الحكومية
دعت المنظمات غير الحكومية في ليبيريا الحكومة إلى ضمان حقوق الأشخاص ذوي الإعاقة،وقد تبنّت العديد من هذه الجهات خطة عمل وطنية تهدف إلى تعزيز إدماجهم في المجتمع.
وبعد انتخابات عام 2005، ازدادت مشاركة هذه المنظمات في جهود المناصرة، حيث لعبت دورًا أكبر في الدفع نحو سياسات أكثر شمولًا وعدالة للأشخاص ذوي الإعاقة.
تعمل منظمة الإنسانية والإدماج في ليبيريا منذ عام 2000.
تأسس الاتحاد الوطني للأشخاص ذوي الإعاقة في عام 2009 للدفاع عن الأشخاص ذوي الإعاقة في ليبيريا. تشمل المنظمات غير الحكومية البارزة الأخرى في ليبيريا منظمة النساء ذوات الإعاقة الدولية في ليبيريا، ومنظمة التكامل الاجتماعي للصم الليبيريين، والجمعية الوطنية الليبيرية للمكفوفين (LNAB)، والجمعية المسيحية للمكفوفين في ليبيريا.

## مدارس للطلاب ذوي الإعاقة
يرجى ملاحظة أن هذه ليست قائمة شاملة للمدارس التي تخدم الطلاب ذوي الإعاقة في ليبيريا؛ حيث تفتقر العديد من المدارس إلى وجود رقمي بسبب قيود التمويل.
مدارس للطلاب ذوي الإعاقات الذهنية
أُفتتح مركز مركز نداء قلبي، وهو مدرسة تجريبية مخصصة للطلاب من ذوي الإعاقات الذهنية، في مدينة جاي، مونروفيا، عام 2024.
ويهدف هذا البرنامج التجريبي إلى تقديم تدريب مهني وأكاديمي للمراهقين والبالغين من ذوي الإعاقات الذهنية، سعيًا لتمكينهم وتعزيز اندماجهم في المجتمع.
تأسست منظمة "My Heart's Appeal Inc"، وهي منظمة غير حكومية، في عام 2011، وجاء إطلاق المدرسة نتيجة لجهودها الممتدة، حيث عملت مع أكثر من 150 شخصًا من ذوي الإعاقات الذهنية في ليبيريا، من خلال برامج رعاية مؤقتة ومبادرات أولية. كما أسست المنظمة جمعية متلازمة داون في ليبيريا، لتعزيز الوعي والدعم لهذه الفئة.
يقع ملاذه الآمن في غبارنجا، مقاطعة بونغ. أُسست من قبل المبشرين لتلبية الاحتياجات الروحية والجسدية والتعليمية للأطفال ذوي الإعاقة، بما في ذلك أسرهم ومجتمعاتهم. تدير المنظمة الدينية قرية ملاذها الآمن، وهي مركز رعاية للأطفال ذوي الإعاقة. وفي الوقت نفسه، تعمل المنظمة مع الأسر والمجتمعات المحلية لتوفير الدعم والموارد اللازمة لرعاية الأطفال ذوي الإعاقة داخل الأسرة بدلاً من وضع الطفل في قرية ملاذه الآمن.
مدارس للطلاب ذوي الإعاقة البصرية والعمى
تأسست مدرسة ليبيريا للمكفوفين في عام 1977 في فرجينيا، مونروفيا. في عام 2023، كان يخدم 45 طالبًا مقيمًا. كانت مدرسة ليبيريا للمكفوفين هي المدرسة الوحيدة للطلاب ذوي الإعاقة التي تلقت دعمًا حكوميًا من خلال إعانة قدرها 50 ألف دولار أمريكي ضمن الميزانية الوطنية للسنة المالية 2023. لتقديم الدعم الإضافي، تعمل منظمة الشباب من أجل المبادرة العالمية غير الحكومية مع المدرسة، مع التركيز على توفير التكنولوجيا المساعدة للأشخاص ذوي الإعاقة البصرية وتقديم التدريبات للمدرسة حول استخدام التكنولوجيا.
مدارس للطلاب ذوي الإعاقات السمعية والصمم
تأسست مدرسة أوسكار وفيولا ستيوارت للصم في عام 1996 في مونروفيا ومُولت من خلال المنظمات الدينية. توفر المدرسة خدمات تعليمية وسكنية للطلاب الذين يعانون من ضعف السمع والصمم، والذين تتراوح أعمارهم بين 2 و18 عامًا. في عام 2017، خدمت مدرسة أوسكار فيولا ستيوارت للصم ما بين 50 إلى 75 طالبًا من مرحلة ما قبل المدرسة وحتى الصف التاسع.
تأسست مدرسة أوسكار روميرو للصم في عام 2008، وتقع في توبمانبورج، مقاطعة بومي. مُولت من قبل مؤسسة ماري ميلز والمنظمات الدينية. في عام 2024، خدمت مدرسة أوسكار روميرو للصم أكثر من 150 طالبًا. المدرسة تضم فصول ما قبل الابتدائي والابتدائي، من سن 3 إلى الصف السادس. توفر المدرسة الدعم والخدمات للطلاب الذين يعانون من ضعف السمع والصمم لحضور المدارس الإعدادية والثانوية المجتمعية. في عام 2024، خدمت مدرسة أوسكار روميرو للصم أكثر من 150 طالبًا.
تقع مدرسة الأمل للصم التابعة للكنيسة الميثودية المتحدة في سينكور، مونروفيا، و مُولت من خلال المنظمات الدينية. في عام 2017، خدمت المدرسة 60 طالبًا يعانون من ضعف السمع والصمم.

## إمكانية الوصول

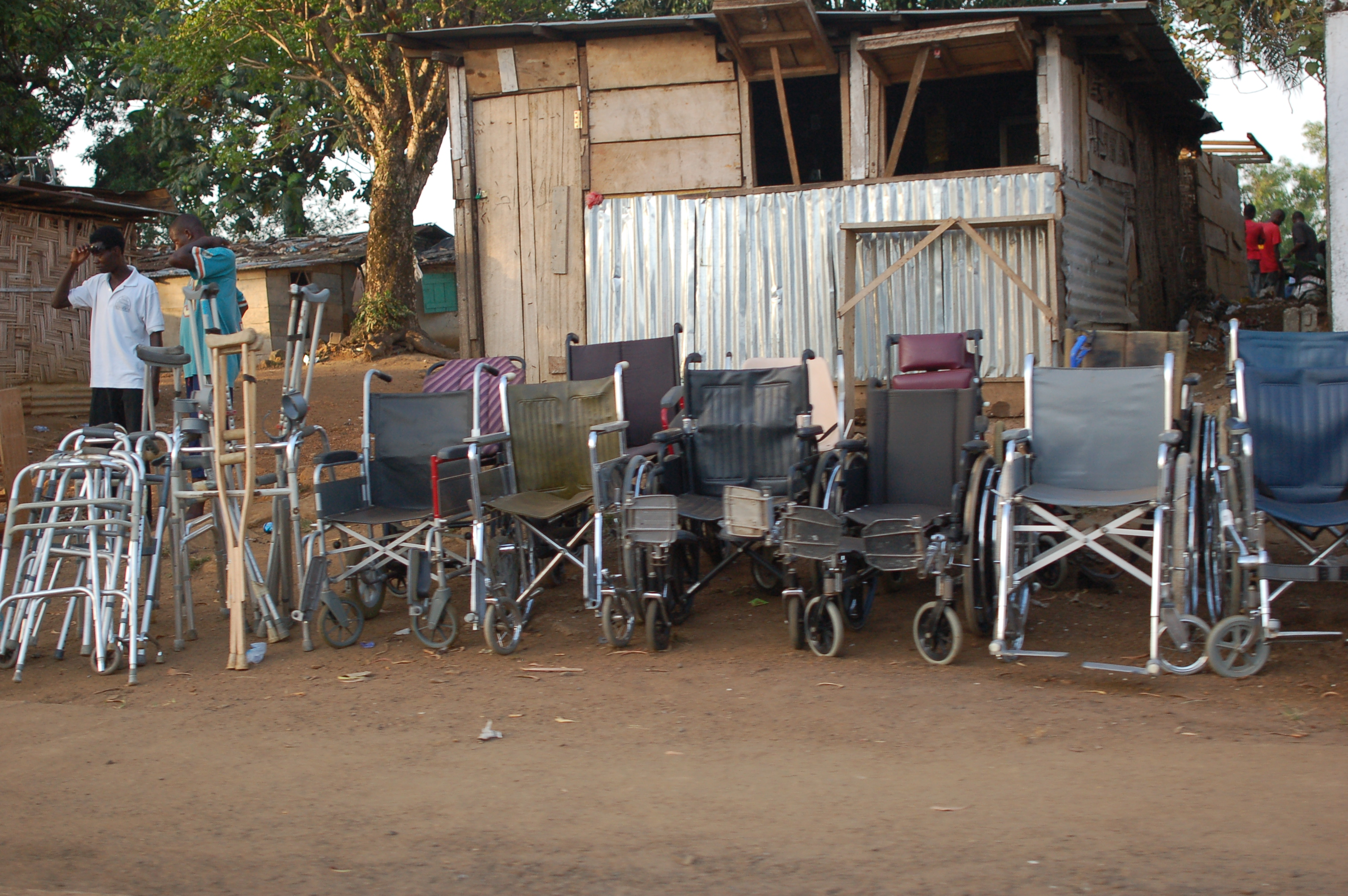
تاجر الكراسي المتحركة في مونروفيا، 2009.

هناك نقص في إمكانية الوصول المادي في ليبيريا. لا تحتوي العديد من المباني الحكومية على منحدرات ولا يوجد ما يكفي من الأرصفة في المدن.

## المواقف الثقافية
غالبًا ما يواجه الأشخاص ذوو الإعاقة في ليبيريا التمييز والتهميش. هناك تقليد يعتقد بأن الأسرة تكون عرضة للسحر عندما يولد طفل من ذوي الإعاقة قد تتعرض الأسرة للتهميش و يتعرض الطفل لمعاملة قاسية.
كما أن الإعاقات الناجمة عن الحرب تتعرض أيضًا للوصم. يمكن أن تكون هذه الإعاقات عقلية، مثل اضطراب ما بعد الصدمة (PTSD) أو إعاقات جسدية، مثل البتر.

## الأسباب
تسببت الحرب الأهلية الليبيرية الثانية في إصابة ما يصل إلى 800 ألف شخص بأنواع مختلفة من الإعاقة. يعاني العديد من الأشخاص في ليبيريا من حالات خلقية، لكن آخرين يصبحون معاقين بسبب صدمة الولادة.

## رياضة
كان العديد من أعضاء فريق كرة القدم الليبيري للمبتورين من الأطفال الجنود السابقين. شاركت ليبيريا في أول بطولة أفريقية لكرة القدم للمبتوري الأطراف في عام 2007 والتي رعتها الفيفا وأقيمت في سيراليون. بعد البطولة، شكلت ليبيريا مع غانا وسيراليون اتحاد الأمم الأفريقية لكرة القدم للمبتورين (AFFA).